# Гоя
Гоя (рум. Goia) — село у повіті Арджеш в Румунії. Входить до складу комуни Унгень.
Село розташоване на відстані 87 км на захід від Бухареста, 38 км на південь від Пітешть, 96 км на схід від Крайови, 134 км на південь від Брашова.

## Населення
За даними перепису населення 2002 року у селі проживала 181 особа, усі — румуни. Усі жителі села рідною мовою назвали румунську.